# 황창역
황창역(중국어: 黄厂站)은 중국 베이징시 차오양구 두거좡 지구 내 황창 마을에 위치한 베이징 지하철 7호선의 지하철역이다. 2019년 12월 28일 7호선 개통과 함께 운영에 들어갔다.

## 위치
이 역은 계획된 황창로(黄厂路)와 계획된 황창 서로(黄厂西路) 사이의 차오양구 두거좡 지구(豆各庄地区) 황창 마을(黄厂村)에 위치하며, 계획된 두거좡 남1로(豆各庄南一路)를 따라 동서로 설치되었다. 황창 마을 주변 지역은 원래 저지대 염알칼리 땅이었으며, 청나라 때 현지 주민들이 염알칼리에서 질산염을 정제하여 화약을 가공하여 화약이 노란색이었다고 하여 "황창(黄厂)"이라고 불렀다. 중화민국에서는 화약의 민간 가공이 금지되었으나 여전히 "황창춘(黄厂村)"이라는 이름을 사용하고 있다.

## 역 구조
이 역은 1면 2선 섬식 승강장으로 설계된 2층 건물의 지하철역이다.

### 층별 구조
| 지면층             | 가도                            | A-D출입구                            |
| 지하 1층 대합실 층 | 대합실                          | 고객센터, 자동 발권기, 출입 게이트   |
| 지하 2층 승강장    | ←                               | ■ 7호선 베이징 서역 방면 (자오화창)  |
| 지하 2층 승강장    | 섬식 승강장, 왼쪽 출입문이 열림 |                                      |
| 지하 2층 승강장    | →                               | ■ 7호선 유니버설리조트 방면 (랑신좡) |

역 대합실에는 민속 풍습이 가득한 옛 베이징 시장 풍경을 묘사한 벽화 "집시동취《集市童趣》"가 설치되어 있으며, 각계 각층의 사람들을 생생하고 정교하게 묘사하여 승객들에게 따뜻하고 섬세한 그림 경험을 선사하는 동시에 벽화는 신선하다. 밝고 따뜻한 오렌지 톤은 사이트의 전체적인 보라색 톤과 조화롭고 대조되는 관계를 형성한다. 그러나 2022년 7월, 해당 벽화는 스타일이 이상하다는 이유로 네티즌들로부터 비난을 받았다.

## 역사
이 역의 계획 및 건설 당시의 역명은 "황창춘역(黄厂村站)"이었다. 2019년 5월, 베이징시 계획천연자원위원회는 7호선 동쪽 연장 역명 계획을 제안했고, 이 역의 이름을 황창역으로 명명할 계획이었다. 2019년 11월 20일, 이 역명을 공식적으로 황창역으로 확정하였다.

## 출입구
|                         |                |                        |  |  |  |
| 출구                    | 지시           | 출구 인근              |  |  |  |
| 出口 · A                | 황창로(黄厂路) |                        |  |  |  |
| 出口 · B                |                | 푸리유이청(富力又一城) |  |  |  |
| 出口 · C                |                | 푸리유이청(富力又一城) |  |  |  |
| 出口 · D                | 황창로(黄厂路) |                        |  |  |  |
| 아이콘 설명: 엘리베이터 |                |                        |  |  |  |